# أملودية شعرية الثمار
أملودية شعرية الثمار (الاسم العلمي:Rhipsalis pilocarpa) هي نوع من النباتات تتبع جنس الأملودية من الفصيلة الصبارية.